# Herselt
Herselt (nederländskt uttal: [ˈɦɛrsəlt]) är en kommun i provinsen Antwerpen i regionen Flandern i Belgien. Kommunen har cirka 14 521 invånare (2020).